# Stralsund: Blutige Fährte
Blutige Fährte ist ein deutscher Fernsehfilm von Martin Eigler aus dem Jahr 2012. Es handelt sich um den dritten Filmbeitrag der ZDF-Kriminalfilmreihe Stralsund. In den Hauptrollen der Ermittler agieren Katharina Wackernagel, Wotan Wilke Möhring, Alexander Held und Michael Rotschopf. Die Haupt-Gastrollen sind mit Manuel Rubey, Sandra Borgmann, Isabell Gerschke und Dietmar Mues besetzt.

## Handlung
Ein Mann und eine Frau werden von jemandem beobachtet. Als sie am Strand parken und sich näherkommen wollen, werden sie von einem Auto gestört. Nach einer Weile steigt der Fahrer des Wagens aus und beobachtet das Liebesspiel der beiden ihn nicht bemerkenden Personen mit wehmütigem Blick.
Beim Einsatz eines Sondereinsatzkommandos in einer alten Fabrikhalle, in der man die Wohnung eines Dealers stürmt, kommt es zu einem Zwischenfall. Als aus einer anderen Wohnung ein Mann flieht, der um sich schießt, eröffnet Kriminalkommissar Benjamin Lietz in dieser bedrohlichen Lage das Feuer, indem er durch eine geschlossene Tür schießt. Dahinter befindet sich ein auf einem Stuhl gefesselter Mann, der tot ist. Lietz muss sich für seine Schüsse durch eine geschlossene Tür verantworten. Es stellt sich jedoch heraus, dass der tödliche Schuss auf das Opfer Alex Berger, Geschäftsführer einer Partnervermittlungsagentur, nicht aus seiner Waffe stammt. In der Wohnung des Mannes finden sich Fotos von Kunden der Agentur, unter ihnen ist auch ein Foto von Lietz, der freimütig zugibt, sich einmal mit einer Britta Kamps, die in der Agentur als Sina Müller geführt werde, getroffen zu haben. Als Lietz zusammen mit seinem Kollegen Karl Hidde, der durch seine Beinamputation stark gehandicapt ist, die Wohnung von Britta Kamps aufsucht, finden sie diese ermordet auf ihrem Bett vor.
Da Lietz den fliehenden Mann kurz gesehen hat, wird eine Phantomzeichnung angefertigt, die die Beamten aber erst einmal nicht weiterbringt. Durch eine Blumenverkäuferin vom Großmarkt kommen Kriminalhauptkommissar Gregor Meyer und seine Leute einen Schritt weiter. Der mutmaßliche Täter hat vier genau gleiche Blumensträuße gekauft, einer wurde bei Britta Kamps zurückgelassen.
Als der Täter, der von einem Schuss verletzt wurde, in einer Apotheke Schmerzmittel kaufen will, trifft er auf Maria Dahlke. Es ist die Frau, die er im Auto mit einem anderen Mann beobachtet hatte. Bevor er sich noch zurückziehen kann, spricht Maria, die ihn an seiner Stimme erkannt hat, ihn auf ihre zahlreichen gemeinsamen Telefonate in der Vergangenheit an.
Der technische Mitarbeiter Stein findet anhand der Daten der Agentur heraus, dass ein Peter Gerg immer wieder mit vier verschiedenen Anschlüssen telefoniert hat. Allerdings ist der Mann seit zwei Jahren verstorben. Unter der Adresse ist jedoch auch ein Boris Gerg gemeldet. Stein erläutert den Kollegen Petersen und Hidde, dass ein Teilnehmer, also wahrscheinlich Boris Gerg, vier Monate lang bestimmte Teilnehmerinnen angerufen habe, allerdings nicht parallel, sondern nacheinander. Er sei einem bestimmten Anschluss immer eine Zeit lang treu geblieben, wobei die Mädels sich eine goldene Nase verdient hätten. Über die Steuernummer kann man die vier fraglichen Frauen ermitteln. Als die Beamten die Wohnung von Heike Bauermeister aufsuchen, können sie nur noch deren Tod feststellen.
Die dritte Frau, Annette Hahn, erzählt Petersen, dass Boris ganz versessen darauf gewesen sei, ihre Stimme zu hören. Er habe sich in Gespräche regelrecht hineingesteigert, sodass sie das ganze irgendwann abgebrochen habe. Petersen erklärt der verheirateten Frau, dass sie Polizeischutz bekomme.
Maria Dahlke, die vierte Frau, bleibt erst einmal verschwunden. Anhand eines Anrufbeantworters findet Hidde heraus, dass Maria zurzeit in der Apotheke eines Bekannten am Rathausplatz arbeitet und wahrscheinlich auch dort wohnt. Als Petersen und Lietz dort erscheinen und Maria aufklären, ist sie fassungslos und will wissen, warum Boris Alex Berger ermordet habe. Die Kommissare erklären ihr, dass es wahrscheinlich darum gegangen sei, an ihre und die Adressen der anderen Frauen zu kommen.
Da Petersen ihren demenzkranken Vater während eines Einsatzes aus einem Wirtshaus abholen muss, gibt sie ihren Kollegen Bescheid und wird bei ihrer Fahrt dorthin, ohne dass sie es bemerkt, von Boris Gerg verfolgt. Im Gasthof macht er ihr dann unmissverständlich klar, dass ihr Vater in Gefahr sei, wenn sie seinen Aufforderungen keine Folge leiste. Er verlangt von ihr, ihn zu Maria zu bringen. Als Petersen meint, das stände nicht in ihrer Macht, spielt er ein grausames Spiel mit ihr und ihrem Vater. Da Petersen ihr Handy unbemerkt einschalten und so die Kollegen mithören lassen kann, tauchen diese genau im richtigen Moment auf, um Boris Gerg zu überwältigen. Erleichtert schließt Nina Petersen ihren Vater in die Arme.

## Produktion

### Produktionsnotizen, Dreharbeiten
Produziert wurde der Film von der Network Movie, Film- und Fernsehproduktion Wolfgang Cimera GmbH & Co. KG, Köln, Herstellungsleitung: Annette Oswald, Produktionsleitung: Ralph Retzlaff, verantwortlicher ZDF-Redakteur Martin R. Neumann.
Blutige Fährte wurde in Stralsund sowie in Hamburg und Umgebung gedreht.

### Hintergrund
Autor Sven Poser erläuterte die Motive, die den Täter angetrieben hätten, mit folgenden Worten: „Wir erzählen von einem Täter, der das Gefühl der Vereinsamung und des gesellschaftlichen Ausgeschlossenseins besonders stark empfindet. Um ihn herum scheinen alle Menschen zufrieden und in ihr Umfeld eingebunden. Nur für ihn zählt das Glücksversprechen der Gesellschaft nicht. Er fühlt sich betrogen und seine Gefühle verraten. Daraus entwickelt er den Hass und die Energie, sich in Bewegung zu setzen und loszuschlagen.“
Im Abspann des Films heißt es: „In Erinnerung an Dietmar Mues.“ Es war sein letzter Film. Der Schauspieler und seine Frau Sibylle starben am 12. März 2011 bei einem Verkehrsunfall in Hamburg, als sie auf einem Gehweg von einem Auto erfasst wurden. 
Die Kommissare Nina Petersen und Benjamin Lietz, die in der Vergangenheit bereits einmal ein Paar waren, kommen in dieser Folge wieder zusammen.

### Veröffentlichung
Der Film wurde am 27. Januar 2012 bei ZDFneo erstausgestrahlt.
Die Edel Germany GmbH gab den Film am 14. Juni 2013 zusammen mit den ersten beiden Folgen der Serie und der vierten Folge auf DVD heraus.

## Rezeption

### Einschaltquote
Bei seiner Ausstrahlung im ZDF am 30. Januar 2012 wurde der Film von 6,2 Millionen Zuschauern verfolgt, was einem Marktanteil von 18 % entspricht.

### Kritik
Die Kritiker der Fernsehzeitschrift TV Spielfilm zeigten mit dem Daumen zur Seite, gaben für Action und Spannung jeweils zwei von drei möglichen Punkten, und merkten an: „Mit heißer Nadel gestrickt; die erprobten Darsteller halten uns aber bei der Stange.“ Das Gesamtfazit lautete dann auch: „Passables Krimifutter ohne Nachwirkungen“.
Rainer Tittelbach von Tittelbach.tv gab vier von sechs möglichen Sternen und vertrat die Ansicht, auch „mit dem dritten ‚Stralsund‘-Krimi“ sei „Autor Sven S. Poser und Autor-Regisseur Martin Eigler ein spannungsästhetisch ausgefeilter Krimi-Thriller gelungen“, dessen „Dramaturgie“ vom „Zeitdruck der Handlung“ lebe, und „der Film von seinen Gesichtern“.
Kino.de vergab vier von fünf möglichen Sternen und lobte: „Ein Thriller durch und durch: Im diesem dritten Krimi aus Stralsund geht es um virtuelle Liebe und den ganz realen Tod.“ Dass die Reihe sich „ohne großes Aufheben, aber umso größeren Erfolg am ZDF-Montag etabliert“ habe, habe „vor allem zwei Gründe: ungewöhnliche Geschichten und interessante Figuren“. Eigler inszeniere „den Wettlauf mit dem Tod auch dank einer mitunter fast zu dynamischen Kamera, die den Figuren immer wieder ins Gesicht“ ruckele, als „fesselnden Polizeithriller mit immer wieder überraschenden Wendungen“.
Die Hannoversche Allgemeine Zeitung titelte: „ZDF setzt die Stralsund-Krimis spannend fort.“ Weiter heißt es, der „stark besetzte Krimi mit Thriller-Elementen“ sei „durchweg spannend, auch wenn die Drehbuchautoren beim Finale vielleicht besser mit einer Wendung weniger ausgekommen wären“.
Quotenmeter.de schrieb, dass man „vom Ansatz“ her hier „genau den Nagel der Zeit“ treffe. Das mache jedoch noch lange nicht „einen wirklich ausgefeilten und spannenden Krimi“. Der Fall an sich beginne „ansprechend und spannend“ und werde auch „sehr anschaulich in Szene gesetzt“. Doch im Verlaufe der Handlung „verflach[e] die Spannung“ und nehme das „normale und fast alltägliche Kriminiveau im deutschen TV an“. Schauspielerisch der Film hingegen „ein hohes Maß an Unterhaltung und Niveau“. Gelobt wurde, dass Katharina Wackernagel und Wotan Wilke Möhring ihre Rollen „glaubhaft und emotional“ spielen und auch der Rest der Schauspielriege „besonnen und passend ausgewählt“ worden sei.
Das Online-Portal Filmdienst befand, der dritte Teil der Krimireihe sei als „weitgehend spannender Wettlauf mit der Zeit“ inszeniert; jedoch hätten „die allzu behauptete Motivation des Täters sowie sich gegen Ende häufende Unstimmigkeiten“ das „Interesse am Geschehen etwas erlahmen“ lassen.